# Казашка река
Казашка река е село в Североизточна България. То се намира в община Аврен, област Варна и се намира на около 4 км от село Юнак. До 1934 година името на селото е Казак дере.

## История
Повечето от родовете в селото са потомци на преселници от Одринско и Лозенградско в Източна Тракия (днес в Турция). Често хората в селото са наричани „маджури“ (преселници). Най-много от заселените родове в Казашка река идват от Селиолу, Одринско (където става прочутото сражение от Балканската война).

## Население

### Етнически състав

#### Преброяване на населението през 2011 г.
Численост и дял на етническите групи според преброяването на населението през 2011 г.:
|                     | Численост | Дял (в %) |
| Общо                | 242       | 100.00    |
| Българи             | 214       | 88.42     |
| Турци               | ?         | ?         |
| Цигани              | –         | –         |
| Други               | ?         | ?         |
| Не се самоопределят | ?         | ?         |
| Неотговорили        | 24        | 9.91      |